# Corythalia obsoleta
Corythalia obsoleta là một loài nhện trong họ Salticidae.
Loài này thuộc chi Corythalia. Corythalia obsoleta được Richard C. Banks miêu tả năm 1929.